# Fred Hugo Sanderson
Fred Hugo Sanderson (* 15. April 1914 in Kassel; † 10. Juli 2010 in Washington, D.C.) wurde als Fred (Hugo) Samson geboren. Nach der Machtübergabe an die Nazis war er im Juli 1933 einer der jüngstern Studenten, die wegen ihrer antifaschistischen Betätigungen vom Studium ausgeschlossen wurden. Er setzte sein Studium in Genf fort und emigrierte im Oktober 1937 in die USA. Im Zuge seines Einbürgerungsgesuchs nahm er offiziell den Namen Sanderson an. Nach einer Promotion an der Harvard University im Jahre 1943 wurde er zu einem einflussreichen Ökonomen,  der wichtige Funktionen in der US-Administration begleitete und mehrere Fachbücher veröffentlichte. Seit 1973 unterrichtete er auch an der Paul H. Nitze School of Advanced International Studies (SAIS) in Harvard.

## Leben

### Familie Samson
Über die frühen Jahre von Fred Samson gibt es kaum Hinweise. Helmut Thiele erwähnt dessen Geburt in seinem Buch über die jüdischen Einwohner Kassels und benennt als Eltern den Kaufmann Siegfried Samson und dessen evangelische Frau Marie Luise, geborene Schulze.:S. 168 Eine schriftliche Auskunft des Stadtarchivs Kassel bestätigte dann, dass es sich bei den Eltern um Siegfried Samson (* 14. Mai 1883 in Bernburg; † 4. März 1953 in Kassel) und die erwähnte Marie Luise Schulze (* 29. März 1892 in Eisleben) gehandelt hat. Die Eheschließung fand 1913 in Kassel statt. Das Todesdatum von Marie Luise Samson ist unbekannt. Ihr Mann lebte während der NS-Zeit in Kassel, hielt sich aber von 1934 bis 1937 in Berlin auf. Siegfried Samson muss relativ vermögend gewesen sein, denn eine Wiedergutmachungsakte im Landesarchiv Berlin zeigt an, dass er 1951 ein Wiedergutmachungsverfahren laufen hatte, das sich um dem Besitz an mehreren Grundstücken in der Berliner Alexanderstraße drehte.
Das zweite Kind des Ehepaares Samson war Frank Walter (* 30. Januar 1920 in Kassel). Zu ihm existiert eine Archivalie im Stadtarchiv Kassel, die im Archivinformationssystem Hessen (Arcinsys) die Bezeichnung trägt: Lebenserinnerungen des nach Bolivien ausgewanderten jüdischen Bürgers Franco Azis Samson (Frank Samson, geb. 30.1.1920). Zu deren Erläuterung heißt es dort, dass es in der aus dem Jahr 1999 stammenden spanischsprachigen Schrift Mi infantia en Kassel (Meine Kindheit in Kassel) um den Lebenslauf von Siegfried, Fred und Frank Samson gehe. Von da führt der Weg wieder zu dem Buch von Thiele und dessen Kapitel Jüdische Bürger, die während der Naziherrschaft Deutschland verlassen haben oder deportiert wurden. Von den bisher benannten Mitgliedern der Familie Samson wird dort nur Frank erwähnt, der am 1. August 1936 Kassel in Richtung Genf verlassen habe.:S. 719 Ergänzend dazu heißt es in der schon erwähnten schriftliche Auskunft des Stadtarchivs, dass Frank Samson im August 1945 aus Genf nach Kassel zurückgekehrt und dort bis 1948 geblieben sei. Erst dann erfolgte seine Emigration nach Bolivien. Sein Todesdatum ist nicht bekannt, doch aus den Informationen auf  Find a Grave zum Tod von Fred Hugo Sanderson (siehe Weblinks) ergibt sich, dass Frank vor seinem Bruder verstorben ist.

### Kassel – Frankfurt – Genf – New York
Die schriftliche Auskunft des Stadtarchivs Kassel besagt, dass sich Fred Samson am 1. November 1932 von Kassel nach Frankfurt abgemeldet hat. Dort findet sein Name wenige Monate später Erwähnung als einer der Verfolgten und vertriebenen Studenten der Goethe-Universität in der NS-Zeit. 
Am 29. Juni 1933 ordnete das Preußische Kultusministerium per Erlass (U I Nr. 21890) an, „alle Studierenden vom Hochschulstudium auszuschließen, ‚die sich in den letzten Jahren nachweislich in kommunistischem Sinne betätigt haben (auch ohne Mitglied der KPD zu sein)‘. Die Hochschulen wurden verpflichtet, zur Feststellung der in Frage kommenden Personen die örtlichen Studentenführungen heranzuziehen und Listen der relegierten Studenten an alle Hochschulen zu versenden, um eine Immatrikulation der Betroffenen an anderer Stelle zu verhindern.“ Der nach der Machtübernahme frisch gewählte Rektor der Goethe-Universität, Ernst Krieck, folgte unverzüglich diesem Erlass, richtete einen Ausschuss zur politischen Überprüfung der Studenten ein und ließ die im Erlass geforderten Listen erstellen. Am 12. Juli 1933 schloss der Senat der Universität unter Berufung auf den Erlass Preußischen Kultusministeriums sieben Studentinnen und Studenten mit sofortiger Wirkung vom Universitätsstudium aus. 15 weitere, die zu dem Zeitpunkt der Universität nicht mehr angehörten, wurden beschuldigt, „sich während ihrer Zugehörigkeit zur Frankfurter Universität [..] in kommunistischem Sinn betätigt“ zu haben.
Einer der 15 öffentlich wegen kommunistischer Betätigung denunzierten Studenten war Fred Samson. Er steht auf Position 14 der Aufzählung der nicht mehr der Universität angehörigen Studenten und wurde von Krieck beschuldigt – ebenso wie Gisèle Freund und John Rewald –, „Vorstandsmitglied oder Ferienvertreter der Roten Studentengruppe“ gewesen zu sein. Da diese Frankfurter Ausschlussverfügung allen übrigen deutschen Hochschulen mitgeteilt wurde, bedeutete das für Fred Samson, dass er in Deutschland nicht mehr weiter studieren konnte.
Weitere Hinweise auf Samsons Leben in Deutschland sind bislang nicht bekannt, und unbekannt ist auch, wann und unter welchen Bedingungen er sein Studium an der Universität Genf aufnahm. Dies schloss er 1935 mit einem Lizenziat in Ökonomie („Lic.Sc.Econ.“) ab.
Wie oben schon erwähnt, kam 1936 auch sein Bruder Frank nach Genf. Ob die beiden eine gemeinsame Zukunft außerhalb Europas planten, lässt sich vorerst nicht beantworten, auch nicht, weshalb und unter welchen Bedingungen in Genf zurückblieb, bevor er im August 1945 nach Kassel zurückkehrte (siehe oben). Fred jedenfalls erhielt laut der Datenbank von Ellis Island am 16. Juni 1937 ein in Genf ausgestelltes Visum und reiste am 9. Oktober 1937 von Le Havre aus in die USA. Als Berufsbezeichnung in der Passagierliste ist „Economist“ eingetragen. Aus digitalisierten Einbürgerungsanträgen bei Ancestry ergibt sich, dass er diese Reise nicht alleine antrat. Auf dem gleichen Schiff und ebenfalls mit einem in Genf ausgestellten Visum reiste die Lehrerin Elisabeth Döpfer (* 29. März 1908 in Kassel – † 12. April 1998 in Washington, D.C.). Als Samson am 23. November 1937 in New York seinen ersten Einbürgerungsantrag stellte, gab er noch an, unverheiratet zu sein. Ein weiterer Einbürgerungsantrag, der undatiert ist, aber auf den ersten Bezug nimmt, enthält zwei gravierende Veränderungen:
- Er gab nun an seit dem 3. Januar 1908 mit der am 23. März 1908 geborenen Elisabeth verheiratet zu sein. Die Ehe sei in New York geschlossen worden.
- Seinen ersten Einbürgerungsantrag hatte er unterschrieben mit „Fred Samson, also known as Fred Sanderson“. Mit dem zweiten Antrag vollzog er nun offiziell seine Namensänderung in „Fred Hugo Sanderson“

Die Hintergründe dieses Wechsels seines Nachnamens, der offenbar auch schon vor seiner Einreise in die USA gebräuchlich war („also known as“), sind unbekannt, aber unter dem Namen Sanderson wurde er dann der bekannte Ökonom und Autor zahlreicher Publikationen.

### Der Ökonom Fred Sanderson
Nach Prabook studierte Sanderson nach seiner Ankunft in den USA in Harvard, wo er 1938 einen Abschluss als „AM“ (Artium Magister, alternative Bezeichnung für Master of Arts) erwarb. Zuvor war ihm durch Veröffentlichung im Deutschen Reichsanzeiger und Preußischem Staatsanzeiger vom 22. Dezember 1938 die deutsche Staatsbürgerschaft aberkannt worden. Seine Registrierung zum Militärdienst erfolgte laut dem Ancestry-Digitalisat seiner Draft Card am 16. Oktober 1940, wobei auf der Karte auch seine erfolgte Ausbürgerung vermerkt war und seine Beschäftigung als Forschungsmitarbeiter an der Harvard University. Das deckt sich mit dem Eintrag bei Prabook, nachdem er von 1938 bis 1942 Forschungsassistent in der Abteilung Landwirtschaft und parallel dazu von 1938 bis 1943 auch Forschungsmitarbeiter im Ausschuss für sozialwissenschaftliche Forschung der Harvard University war. Von 1942 bis 1943 war er zudem Lehrbeauftragter und wurde 1943 promoviert.
Laut den Naturalization Records Indexes wurde Sanderson am 20. März 1944 in Boston eingebürgert, seine Frau Elisabeth dort am 17. April 1944. Zu der Zeit arbeitete er bereits als Ökonom für das Office of Strategic Services, für das er von 1943 bis 1945 tätig war. Im Anschluss daran war er von 1946 bis 1948 Leiter der Wirtschaftsabteilung für Mitteleuropa in der Forschungsabteilung für Westeuropa des Außenministeriums der USA, und 1948 auch Berater im Office of Military Government for Germany (U.S.) (OMGUS) in Berlin. Dem US-Außenministerium blieb Sanderson 28 Jahre lang in unterschiedlichen Positionen verbunden, die überwiegend einen Bezug Westeuropa (anfangs) sowie zur Agrar- und Lebensmittelpolitik im nationalen und internationalen Rahmen hatten.

“[He] served on two presidential commissions, and was a recipient of the Rockefeller Public Service Award. He was a Senior Fellow at Resources for the Future, National Center for Food and Agricultural Policy and the Brookings Institution. He authored several articles and books [..].”

„[Er] war Mitglied in zwei präsidialen Kommissionen und erhielt den Rockefeller Public Service Award. Er war ein Leitender Wissenschaftler (Senior Fellow) für zukünftige Ressourcen am Nationalen Zentrum für Ernährungs- und Agrarpolitik und der Brookings Institution. Er ist Autor mehrerer Artikel und Bücher [...].“

Von 1973 bis 1994 war Sanderson Lehrbeauftragter an der eingangs erwähnten Paul H. Nitze School of Advanced International Studies (SAIS) der Johns Hopkins University. Diese Universität verlieh ihm im Jahr 2000 auch ihren Heritage Award, mit dem sie Alumni und Freunde auszeichnete, „die sich über einen längeren Zeitraum hinweg durch herausragende Leistungen um den Fortschritt der Universität oder die Aktivitäten der Alumni-Vereinigung verdient gemacht haben“. Der SAIS blieb Sanderson bis zu seinem Tod im Jahr 2010 verbunden, und in dem Jahr wurde auch zu seinen Ehren die Fred H. Sanderson Professor an der SAISS eingerichtet.

## Schriften
Die Deutsche Nationalbibliothek kennt Fred Sanderson nur als Autor eines Beitrags über Amerikanische Aussenhandelspolitik und atlantische Partnerschaf, den er 1962 im Rahmen der Vortragsreihe des Deutschen Industrieinstituts gehalten hat.
Eine umfangreiche Übersicht findet sich im Katalog des WorldCat, darunter (Auswahl):
- Use of condition reports and weather data in forecasting the yield per acre of wheat, United States Bureau of Agricultural Economics, 1942.
- Methods of crop forecasting, Harvard University Press, Cambridge 1954.
- (zusammen mit Harold van B. Cleveland) Strains in international finance and trade, Center for Strategic and International Studies, Georgetown University, Washington, D.C., 1974.
- The great food fumble, Brookings Institution, Washington, D.C., 1975.
- Export opportunities for agricultural products. Implications for U.S. agricultural and trade policies, Brookings Institution, Washington, 1976.
- (zusammen mit Roy Shyamal) Food trends and prospects in India, Brookings Institution, Washington, D.C., ©1979.
- (zusammen mit Han'guk Kaebal Yŏn'guwŏn) U.S. agricultural trends and policies, and world food prospects, Korea Development Institute, Seoul, Korea, 1982.
- Agricultural protectionism: Japan, United States, and the European Community, Japan Economic Institute of America, Washington, D.C., 1983.
- World food prospects to the year 2000, Resources for the Future, Washington, D.C., 1984.
- Agriculture and international trade, Council on U.S. International Trade Policy, Washington, D.C., 1988.
- (als Herausgeber) Agricultural protectionism in the industrialized world, Routledge, London, 2017. (Es handelt sich um eine Neuausgabe des ursprünglich 1990 erschienen Buches)